# Astegopteryx styracophila
Astegopteryx styracophila är en insektsart. Astegopteryx styracophila ingår i släktet Astegopteryx och familjen långrörsbladlöss. Inga underarter finns listade i Catalogue of Life.